# Roger Ward
Roger Ward (Adelaida, 24 de julio de 1937) es un actor australiano de cine y televisión.
Ward creció en Adelaida y comenzó su carrera a temprana edad con papeles en el escenario y en la radio. En su adolescencia, viajó a Tahití para comenzar a escribir lo que se convirtió en la controvertida novela y película The Set. La película fue producida en 1970 y la novela no se publicó hasta 2011. A pesar de su éxito como escritor, fue editor de guiones para la serie de televisión Homicide, adaptó su novela Reflex en la película Brothers y escribió otros documentales y especiales.
Ward ha presentado o protagonizado más de mil quinientos programas de televisión y más de cincuenta películas junto a estrellas como Marlon Brando, Trevor Howard, Mel Gibson, Richard Harris, Olivia Hussey y Laura San Giacomo. En la película Mad Max creó el memorable personaje de "Fifi". En la cinta Stone interpretó a un motociclista apodado "Hooks".

## Filmografía parcial
- Skippy the Bush Kangaroo (1968)
- You Can't See 'round Corners (1969)
- It Takes All Kinds (1969)
- The Set (1970)
- Squeeze a Flower (1970)
- Stone (1974)
- The Man from Hong Kong (1975)
- Mad Max (1979)
- Touch and Go (1980)
- The Chain Reaction (1980)
- Special Squad (1984)
- Winners (1985)
- Pirates Island (1991)
- Rough Diamonds (1995)
- Boar (2017)
- Are You Scared Yet? (2018)